# Acnodon
Acnodon ist eine Fischgattung aus der Familie der Sägesalmler (Serrasalmidae). 
Die Gattung umfasst drei Arten:
- Acnodon normani Gosline, 1951
- Acnodon oligacanthus (J. P. Müller & Troschel, 1844)
- Acnodon senai Jégu & dos Santos, 1990

## Merkmale
Acnodon-Arten erreichen eine maximale Standardlänge von 13 bis 20 Zentimetern. Sie sind silbrig gefärbt. Auf den Körperseiten verlaufen zahlreiche senkrechte, wurmförmige, graue Linien. Die Schwanzflosse ist gegabelt. Die Fettflosse ist mittelgroß. Männchen haben eine zweilappige Afterflosse, der erste Lobus ist zugespitzt, der zweite abgerundet. Zwischen dem Bauchflossenansatz und dem der Afterflosse befinden sich 5 bis 9 sägezahnähnliche Schuppen. Im Bereich vor den Bauchflossen fehlen diese. Jungfische sind eher langgestreckt. Mit zunehmender Größe werden sie hochrückiger und rhombenförmig. Die Körperhöhe beträgt bei einer Länge von 2,5 cm 28 % der Standardlänge, bei einer Länge von 18 cm erreicht sie die Hälfte der Standardlänge. Von den äußerlich ähnlich aussehenden, aber nicht nah verwandten Breitlingssalmlern (Curimatidae) unterscheidet sich Acnodon durch das Vorhandensein einer Kieferbezahnung. Breitlingssalmlern fehlen sämtliche Kieferzähne.

## Verbreitung und Lebensraum
Von den drei Arten kommt A. oligacanthus in den Flüssen des Berglands von Guayana vor, nicht jedoch in Venezuela und in Guyana nicht westlich des Essequibo. A. normani lebt in den Einzugsbereichen des Rio Tocantins und des Rio Xingu und A. senai im Stromgebiet des Rio Jari, der nördlich der Mündung des Rio Xingu in den Amazonas mündet. Acnodon-Arten sind vor allem in schnell strömenden Bereichen der Flüsse, oft in der Nähe von felsigen Stromschnellen anzutreffen. Sie sind vor allem Pflanzenfresser und ernähren sich von Früchten, Samen, Blüten und Blättern, darunter auch Teile der aquatischen Wasserpflanzenfamilie Podostemaceae. Bei A. normani wurde auch das Fressen von Insekten, Garnelen, Schnecken und Fischschuppen nachgewiesen.